# Игнатковский сельсовет
Игнатковский сельсовет — упразднённая административно-территориальная единица, существовавшая на территории Московской губернии и Московской области до 1977 года.
Игнатковский сельсовет возник в первые годы советской власти. По данным 1921 года он находился в составе Бухоловской волости Волоколамского уезда Московской губернии. В 1924 году из него был выделен Рождественский с/с.
По данным 1926 года в состав сельсовета входили 2 населённых пункта — Игнатково и Ивановское.
В 1929 году Игнатковский с/с был отнесён к Волоколамскому району Московского округа Московской области.
20 мая 1930 года Игнатковский с/с был передан в Шаховской район. На тот момент в состав сельсовета входили селения Игнатково, Андреевское и Ивановское.
17 июля 1939 года в Игнатковский с/с были переданы селения Березники и Дубровино упразднённого Дубровинского с/с.
4 января 1952 года село Ивановское было передано из Игнатковского с/с в Житонинский.
14 июня 1954 года к Игнатковскому с/с был присоединён Бурцевский с/с.
8 августа 1959 года из Житонинского с/с в Игнатковский были переданы селения Брюханово, Ивановское и Якшино. Одновременно из Игнатковского с/с в Судисловский были переданы селения Бурцево, Сизенево и Юрьево.
20 августа 1960 года селения Бурцево, Сизенево, Юрьево и посёлок Заготскота были переданы из Судисловского с/с в Игнатковский. Одновременно из Житонинского с/с в Игнатковский было передано селение Рождественно.
1 февраля 1963 года Шаховской район был упразднён и Игнатковский с/с вошёл в Волоколамский укрупнённый сельский район.
11 января 1965 года Шаховской район был восстановлен и Игнатковский с/с вновь вошёл в его состав.
28 января 1977 года Игнатковский с/с был упразднён, а его территория передана в Бухоловский с/с.